# Sveti Juraj
Sveti Juraj, též Jurjevo, je vesnice a přístav na dalmatském pobřeží v Licko-senjské župě v Chorvatsku. Administrativně je součástí města Senj.
Nachází se na pobřeží Jaderského moře, pod svahy pohoří Velebit. Místní ekonomika je založena na zemědělství, rybářství a turistice. Vesnice je na silniční síť napojena prostřednictvím Jadranské magistrály. Z ní tu do vnitrozemí odbočuje vedlejší silnice do Krasna.
V roce 2001 zde žilo 692 obyvatel. Vesnice je spravována místním výborem. V jeho čele je Maja Glavaš.

## Externí odkazy

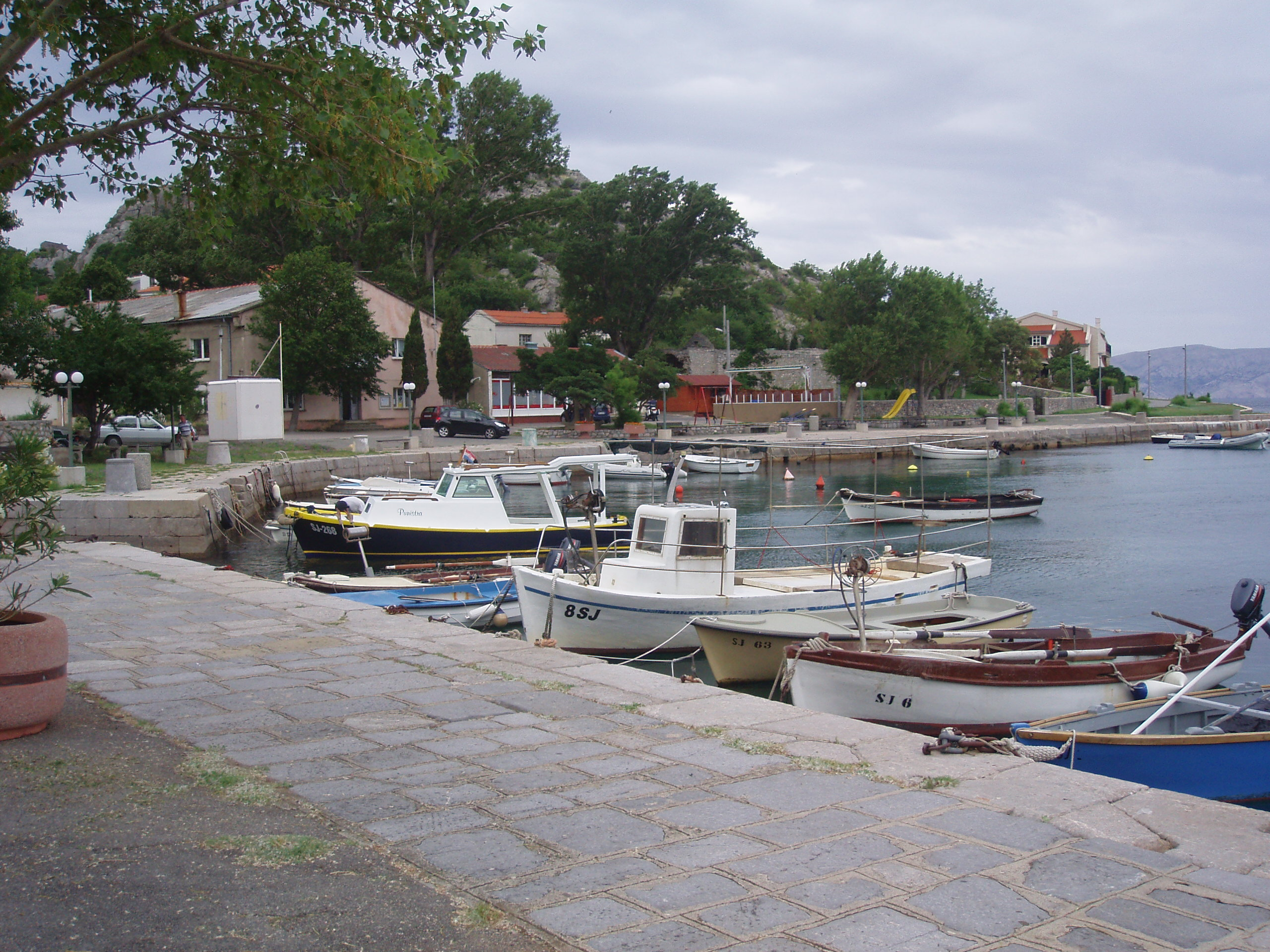
Přístav ve vesnici Sveti Juraj